# Testudinaria quadripunctata
Testudinaria quadripunctata là một loài nhện trong họ Araneidae.
Loài này thuộc chi Testudinaria. Testudinaria quadripunctata được Władysław Taczanowski miêu tả năm 1879.